# Clepsis laetitiae
Clepsis laetitiae is een vlinder uit de familie bladrollers (Tortricidae). De wetenschappelijke naam is voor het eerst geldig gepubliceerd in 1997 door Soria.
De soort komt voor in Europa.